# Dolly's Restaurant
Dolly's Restaurant (Heavy) è un film del 1995, scritto e diretto da James Mangold.
Presentato al Sundance Film Festival nel 1995, il film è stato candidato per il Gran premio della giuria: U.S. Dramatic e ha vinto il Premio speciale per la regia.
Il regista, qui al suo debutto, affronta i temi della solitudine, l'amore senza speranza e non corrisposto e i problemi di autostima, tutti concentrati nel personaggio di Victor, interpretato da Pruitt Taylor Vince.

## Trama
Victor, un trentenne obeso e profondamente introverso, gestisce insieme a sua madre Dolly la tavola calda di famiglia, frequentata sempre dagli stessi fedeli clienti. Un giorno però la routine viene interrotta con l'arrivo di Callie, una bellissima ragazza che Dolly decide di assumere come cameriera; Victor s'innamora di lei all'istante. Ma il suo carattere chiuso e la sua timidezza gli impediscono di stabilire anche il più semplice scambio di parole con la ragazza, dando vita ad un amore senza speranza, dato che lei lo vede soltanto come un amico e un collega di lavoro. Improvvisamente Dolly viene colta da un infarto e muore dopo pochi giorni in ospedale; per evitare scossoni all'interno del ristorante e soprattutto che l'amata Callie abbandoni il lavoro, Victor decide di non rivelare a nessuno la morte della madre, tenendo all'oscuro tutti, compresi i clienti e la fidata cameriera Delores.

## Produzione

### Cast
Il cantante dei Pixies Frank Black disse di aver rifiutato il ruolo di Victor (andato poi a Pruitt Taylor Vince) perché non era convinto di poter interpretare quel tipo di personaggio.

### Sceneggiatura
Il regista scrisse la sceneggiatura del film nel 1991, dopo aver frequentato alla Columbia University alcuni seminari tenuti da Miloš Forman; Mangold si ispirò per la sua stesura alla vita di un suo compagno di classe, il quale, orfano di padre, gestiva insieme alla madre il ristorante di famiglia.

### Riprese
Il film è stato girato quasi interamente nello stato di New York per la precisione ad Hyde Park, Highland e New York. Alcune riprese sono state effettuate anche nella Culinary Institute of America, rinomata scuola per cuochi.

## Accoglienza

### Critica
- Ottima squadra di attori per una malinconica ballata urbana affidata a sguardi, (...) atmosfere, dialoghi ridotti al minimo. Commento del dizionario Morandini che assegna al film  tre stelle su cinque di giudizio.[5][6]
- Un ritratto di provincia abbastanza efficace. Commento del dizionario Farinotti che assegna al film due stelle su cinque di giudizio[7]
- Con pochissimi dialoghi, Mangold si prende i suoi tempi: lenti ma perfetti (...) Pruitt Taylor Vince è essenziale (...) straordinario. Alessandra Levantesi per La Stampa.[8]
- Rotten Tomatoes assegna al film un punteggio di 7/10.[9]